# CLABE
Der CLABE (Clave Bancaria Estandarizada, Spanisch für "standardisierte Banken(kontroll)ziffer" or "standardisierter Bank Code") ist ein Bankenstandard zur Darstellung von Kontonummern in Mexico. Dieser Standard ist seit dem 1. Juli 2004 verpflichtend für elektronische Zahlungen innerhalb Mexikos.
Der CLABE ersetzt das bisherige mexikanische Kontonummernsystem, das nur 11 stellige Kontonummern vorsah. Die Vorgabe erfolgte durch die Asociación de Bancos de México (ABM) (Mexikanischer Bankenverband) in Zusammenarbeit mit der Zentralbank Banco de México. Dadurch wurde eine eindeutige Zuweisung einer Kontonummer in Mexiko gewährleistet und elektrnonische Zahlungen eindeutig zum richtigen Konto geleitet.

## Struktur
Die genau 18 Stellen des CLABE haben folgende Struktur:
- 3 Ziffern: Bank Code
- 3 Ziffern: Filialnummer
- 11 Ziffern: Kontonummer
- 1 Kontrollziffer

## Bank code
In Mexico werden Finanzinstitutionen durch einen dreistelligen nummerischen Code identifiziert, der durch die ABM vergeben wird. The following table is a Bank Catalogue provided by El Servicio de Administración Tributaria (SAT.gob.mx), as of December 4, 2014:
| ABM code | Kurzname                            | Corporate/business name                                                                                              |
| -------- | ----------------------------------- | --- |
| 002      | BANAMEX                             | Banco Nacional de México, S.A., Institución de Banca Múltiple, Grupo Financiero Banamex                              |
| 006      | BANCOMEXT                           | Banco Nacional de Comercio Exterior, Sociedad Nacional de Crédito, Institución de Banca de Desarrollo                |
| 009      | BANOBRAS                            | Banco Nacional de Obras y Servicios Públicos, Sociedad Nacional de Crédito, Institución de Banca de Desarrollo       |
| 012      | BBVA BANCOMER                       | BBVA Bancomer, S.A., Institución de Banca Múltiple, Grupo Financiero BBVA Bancomer                                   |
| 014      | SANTANDER                           | Banco Santander (México), S.A., Institución de Banca Múltiple, Grupo Financiero Santander                            |
| 019      | BANJERCITO                          | Banco Nacional del Ejército, Fuerza Aérea y Armada, Sociedad Nacional de Crédito, Institución de Banca de Desarrollo |
| 021      | HSBC                                | HSBC México, S.A., Institución De Banca Múltiple, Grupo Financiero HSBC                                              |
| 030      | BAJIO                               | Banco del Bajío, S.A., Institución de Banca Múltiple                                                                 |
| 032      | IXE                                 | IXE Banco, S.A., Institución de Banca Múltiple, IXE Grupo Financiero                                                 |
| 036      | INBURSA                             | Banco Inbursa, S.A., Institución de Banca Múltiple, Grupo Financiero Inbursa                                         |
| 037      | INTERACCIONES                       | Banco Interacciones, S.A., Institución de Banca Múltiple                                                             |
| 042      | MIFEL                               | Banca Mifel, S.A., Institución de Banca Múltiple, Grupo Financiero Mifel                                             |
| 044      | SCOTIABANK                          | Scotiabank Inverlat, S.A.                                                                                            |
| 058      | BANREGIO                            | Banco Regional de Monterrey, S.A., Institución de Banca Múltiple, Banregio Grupo Financiero                          |
| 059      | INVEX                               | Banco Invex, S.A., Institución de Banca Múltiple, Invex Grupo Financiero                                             |
| 060      | BANSI                               | Bansi, S.A., Institución de Banca Múltiple                                                                           |
| 062      | AFIRME                              | Banca Afirme, S.A., Institución de Banca Múltiple                                                                    |
| 072      | BANORTE                             | Banco Mercantil del Norte, S.A., Institución de Banca Múltiple, Grupo Financiero Banorte                             |
| 102      | THE ROYAL BANK                      | The Royal Bank of Scotland México, S.A., Institución de Banca Múltiple                                               |
| 103      | AMERICAN EXPRESS                    | American Express Bank (México), S.A., Institución de Banca Múltiple                                                  |
| 106      | BAMSA                               | Bank of America México, S.A., Institución de Banca Múltiple, Grupo Financiero Bank of America                        |
| 108      | TOKYO                               | Bank of Tokyo-Mitsubishi UFJ (México), S.A.                                                                          |
| 110      | JP MORGAN                           | Banco J.P. Morgan, S.A., Institución de Banca Múltiple, J.P. Morgan Grupo Financiero                                 |
| 112      | BMONEX                              | Banco Monex, S.A., Institución de Banca Múltiple                                                                     |
| 113      | VE POR MAS                          | Banco Ve Por Mas, S.A. Institución de Banca Múltiple                                                                 |
| 116      | ING                                 | ING Bank (México), S.A., Institución de Banca Múltiple, ING Grupo Financiero                                         |
| 124      | CITI MEXICO                         | Banco Citi Mexico, S.A., Institución de Banca Múltiple                                                               |
| 126      | CREDIT SUISSE                       | Banco Credit Suisse (México), S.A. Institución de Banca Múltiple, Grupo Financiero Credit Suisse (México)            |
| 127      | AZTECA                              | Banco Azteca, S.A. Institución de Banca Múltiple.                                                                    |
| 128      | AUTOFIN                             | Banco Autofin México, S.A. Institución de Banca Múltiple                                                             |
| 129      | BARCLAYS                            | Barclays Bank México, S.A., Institución de Banca Múltiple, Grupo Financiero Barclays México                          |
| 130      | COMPARTAMOS                         | Banco Compartamos, S.A., Institución de Banca Múltiple                                                               |
| 131      | BANCO FAMSA                         | Banco Ahorro Famsa, S.A., Institución de Banca Múltiple                                                              |
| 132      | BMULTIVA                            | Banco Multiva, S.A., Institución de Banca Múltiple, Multivalores Grupo Financiero                                    |
| 133      | ACTINVER                            | Banco Actinver, S.A. Institución de Banca Múltiple, Grupo Financiero Actinver                                        |
| 134      | WAL-MART                            | Banco Wal-Mart de México Adelante, S.A., Institución de Banca Múltiple                                               |
| 135      | NAFIN                               | Nacional Financiera, Sociedad Nacional de Crédito, Institución de Banca de Desarrollo                                |
| 136      | INTERBANCO                          | Inter Banco, S.A. Institución de Banca Múltiple                                                                      |
| 137      | BANCOPPEL                           | BanCoppel, S.A., Institución de Banca Múltiple                                                                       |
| 138      | ABC CAPITAL                         | ABC Capital, S.A., Institución de Banca Múltiple                                                                     |
| 139      | UBS BANK                            | UBS Bank México, S.A., Institución de Banca Múltiple, UBS Grupo Financiero                                           |
| 140      | CONSUBANCO                          | Consubanco, S.A. Institución de Banca Múltiple                                                                       |
| 141      | VOLKSWAGEN                          | Volkswagen Bank, S.A., Institución de Banca Múltiple                                                                 |
| 143      | CIBANCO                             | CIBanco, S.A. |
| 145      | BBASE                               | Banco Base, S.A., Institución de Banca Múltiple                                                                      |
| 156      | SABADELL                            | Banco de Sabadell, S.A.                                                                                              |
| 166      | BANSEFI                             | Banco del Ahorro Nacional y Servicios Financieros, Sociedad Nacional de Crédito, Institución de Banca de Desarrollo  |
| 168      | HIPOTECARIA FEDERAL                 | Sociedad Hipotecaria Federal, Sociedad Nacional de Crédito, Institución de Banca de Desarrollo                       |
| 600      | MONEXCB                             | Monex Casa de Bolsa, S.A. de C.V. Monex Grupo Financiero                                                             |
| 601      | GBM                                 | GBM Grupo Bursátil Mexicano, S.A. de C.V. Casa de Bolsa                                                              |
| 602      | MASARI                              | Masari Casa de Bolsa, S.A.                                                                                           |
| 605      | VALUE                               | Value, S.A. de C.V. Casa de Bolsa                                                                                    |
| 606      | ESTRUCTURADORES                     | Estructuradores del Mercado de Valores Casa de Bolsa, S.A. de C.V.                                                   |
| 607      | TIBER                               | Casa de Cambio Tiber, S.A. de C.V.                                                                                   |
| 608      | VECTOR                              | Vector Casa de Bolsa, S.A. de C.V.                                                                                   |
| 610      | B&B                                 | B y B, Casa de Cambio, S.A. de C.V.                                                                                  |
| 614      | ACCIVAL                             | Acciones y Valores Banamex, S.A. de C.V., Casa de Bolsa                                                              |
| 615      | MERRILL LYNCH                       | Merrill Lynch México, S.A. de C.V. Casa de Bolsa                                                                     |
| 616      | FINAMEX                             | Casa de Bolsa Finamex, S.A. de C.V.                                                                                  |
| 617      | VALMEX                              | Valores Mexicanos Casa de Bolsa, S.A. de C.V.                                                                        |
| 618      | UNICA                               | Unica Casa de Cambio, S.A. de C.V.                                                                                   |
| 619      | MAPFRE                              | MAPFRE Tepeyac, S.A.                                                                                                 |
| 620      | PROFUTURO                           | Profuturo G.N.P., S.A. de C.V., Afore                                                                                |
| 621      | CB ACTINVER                         | Actinver Casa de Bolsa, S.A. de C.V.                                                                                 |
| 622      | OACTIN                              | OPERADORA ACTINVER, S.A. DE C.V.                                                                                     |
| 623      | SKANDIA                             | Skandia Vida, S.A. de C.V.                                                                                           |
| 626      | CBDEUTSCHE                          | Deutsche Securities, S.A. de C.V. CASA DE BOLSA                                                                      |
| 627      | ZURICH                              | Zurich Compañía de Seguros, S.A.                                                                                     |
| 628      | ZURICHVI                            | Zurich Vida, Compañía de Seguros, S.A.                                                                               |
| 629      | SU CASITA                           | Hipotecaria Su Casita, S.A. de C.V. SOFOM ENR                                                                        |
| 630      | CB INTERCAM                         | Intercam Casa de Bolsa, S.A. de C.V.                                                                                 |
| 631      | CI BOLSA                            | CI Casa de Bolsa, S.A. de C.V.                                                                                       |
| 632      | BULLTICK CB                         | Bulltick Casa de Bolsa, S.A., de C.V.                                                                                |
| 633      | STERLING                            | Sterling Casa de Cambio, S.A. de C.V.                                                                                |
| 634      | FINCOMUN                            | Fincomún, Servicios Financieros Comunitarios, S.A. de C.V.                                                           |
| 636      | HDI SEGUROS                         | HDI Seguros, S.A. de C.V.                                                                                            |
| 637      | ORDER                               | Order Express Casa de Cambio, S.A. de C.V.                                                                           |
| 638      | NU MEXICO                           | NU Mexico Financiera, S.A. de C.V., Sociedad Financiera Popular                                                      |
| 640      | CB JPMORGAN                         | J.P. Morgan Casa de Bolsa, S.A. de C.V. J.P. Morgan Grupo Financiero                                                 |
| 642      | REFORMA                             | Operadora de Recursos Reforma, S.A. de C.V., S.F.P.                                                                  |
| 646      | STP                                 | Sistema de Transferencias y Pagos STP, S.A. de C.V.SOFOM ENR                                                         |
| 647      | TELECOMM                            | Telecomunicaciones de México                                                                                         |
| 648      | EVERCORE                            | Evercore Casa de Bolsa, S.A. de C.V.                                                                                 |
| 649      | SKANDIA                             | Skandia Operadora de Fondos, S.A. de C.V.                                                                            |
| 651      | SEGMTY                              | Seguros Monterrey New York Life, S.A de C.V.                                                                         |
| 652      | ASEA                                | Solución Asea, S.A. de C.V., Sociedad Financiera Popular                                                             |
| 653      | KUSPIT                              | Kuspit Casa de Bolsa, S.A. de C.V.                                                                                   |
| 655      | SOFIEXPRESS                         | J.P. SOFIEXPRESS, S.A. de C.V., S.F.P.                                                                               |
| 656      | UNAGRA                              | UNAGRA, S.A. de C.V., S.F.P.                                                                                         |
| 659      | OPCIONES EMPRESARIALES DEL NOROESTE | OPCIONES EMPRESARIALES DEL NORESTE, S.A. DE C.V., S.F.P.                                                             |
| 670      | LIBERTAD                            | Libertad Servicios Financieros, S.A. De C.V.                                                                         |
| 706      | ARCUS                               | ARCUS F.I., S.A. de C.V., Transmisor de Dinero                                                                       |
| 901      | CLS                                 | Cls Bank International                                                                                               |
| 902      | INDEVAL                             | SD. Indeval, S.A. de C.V.                                                                                            |
| 999      | N/A                                 | N/A |

## Filialnummer
Dieser dreistellige nummerische Code identifieziert die Stadt  ("Plaza") bei der das Konto geführt wird. Es können auch mehrere Filialen in einer Stadt unterhalten werden. Der Filialcode kann auch erneut Teil der folgenden 11-stelligen Kontonummer sein.

## Kontonummer
Die Kontonummer ist genau 11 Stellen lang. Kürzere Kontonummern werden vorn mit Nullen bis 11 Stellen aufgefüllt.

## Kontrollziffer
Die Kontrollziffer wird mit dem Moduls 10 aus den vorhergehenden 17 Stellen mit unterschiedlicher Gewichtung ermittelt.
Die ersten 17 Stellen der Kontonummer werden mit folgender Gewichtung multipliziert:  "37137137137137137"
Die Berechnungsmethode ist:
- Jede Stelle wird zunächst mit dem Gewichtungsfaktor multipliziert, dann wird diese Zahl durch 10 geteilt und der ganzzahlige Rest ermittelt.
- Aus allen 17 Einzelwerten wird die Quersumme gebildet und dann wieder durch 10 geteilt. Dann wird der ganzzahlige Rest daraus ermittelt.
- Dieser ganzzahlige Rest wird von der Zahl zehn abgezogen

|                                                       | Bank               | Bank               | Bank               | Filiale            | Filiale            | Filiale            | Kontonummer        | Kontonummer        | Kontonummer        | Kontonummer        | Kontonummer        | Kontonummer        | Kontonummer        | Kontonummer        | Kontonummer        | Kontonummer        | Kontonummer        |
| ----------------------------------------------------- | ------------------ | ------------------ | ------------------ | ------------------ | ------------------ | ------------------ | ------------------ | ------------------ | ------------------ | ------------------ | ------------------ | ------------------ | ------------------ | ------------------ | ------------------ | ------------------ | ------------------ |
| 17 CLABE Ziffern                                      | 0                  | 3                  | 2                  | 1                  | 8                  | 0                  | 0                  | 0                  | 0                  | 1                  | 1                  | 8                  | 3                  | 5                  | 9                  | 7                  | 1                  |
|                                                       | ×                  |                    |                    |                    |                    |                    |                    |                    |                    |                    |                    |                    |                    |                    |                    |                    |                    |
| Gewichtungsfaktor                                     | 3                  | 7                  | 1                  | 3                  | 7                  | 1                  | 3                  | 7                  | 1                  | 3                  | 7                  | 1                  | 3                  | 7                  | 1                  | 3                  | 7                  |
|                                                       | = ( % 10 )         |                    |                    |                    |                    |                    |                    |                    |                    |                    |                    |                    |                    |                    |                    |                    |                    |
| Rest nach Division durch 10                           | 0                  | 1                  | 2                  | 3                  | 6                  | 0                  | 0                  | 0                  | 0                  | 3                  | 7                  | 8                  | 9                  | 5                  | 9                  | 1                  | 7                  |
| ganzzahliger Rest der Division der Quersumme durch 10 | 1                  | 1                  | 1                  | 1                  | 1                  | 1                  | 1                  | 1                  | 1                  | 1                  | 1                  | 1                  | 1                  | 1                  | 1                  | 1                  | 1                  |
| Differen 10 - Restwert                                | 9 (Kontrollziffer) | 9 (Kontrollziffer) | 9 (Kontrollziffer) | 9 (Kontrollziffer) | 9 (Kontrollziffer) | 9 (Kontrollziffer) | 9 (Kontrollziffer) | 9 (Kontrollziffer) | 9 (Kontrollziffer) | 9 (Kontrollziffer) | 9 (Kontrollziffer) | 9 (Kontrollziffer) | 9 (Kontrollziffer) | 9 (Kontrollziffer) | 9 (Kontrollziffer) | 9 (Kontrollziffer) | 9 (Kontrollziffer) |

Aus diesem Beispiel ergibt sich: der CLABE ist: 032180000118359719